# Huang Xiaoxiao
Huang Xiaoxiao (où Huang est le nom de famille) (née le 3 mars 1983) est une athlète chinoise, spécialiste du 400 mètres haies. Elle mesure 1,81 m pour 62 kg et elle concourt pour le Shandong.

## Palmarès
| Année | Compétition                | Lieu     | Résultat | Épreuve     | Performance   |
| ----- | -------------------------- | -------- | -------- | ----------- | ------------- |
| 2003  | Universiade                | Daegu    | 2e       | 400 m haies | 56 s 10       |
| 2003  | Championnats d’Asie        | Manille  | 1re      | 400 m haies | 55 s 66       |
| 2003  | Championnats d’Asie        | Manille  | 1re      | 4 x 400 m   | 3 min 31 s 30 |
| 2005  | Championnats de monde      | Helsinki | 5e       | 400 m haies | 54 s 57       |
| 2005  | Championnats d’Asie        | Incheon  | 1re      | 400 m haies | 55 s 63       |
| 2006  | Coupe du monde des nations | Athènes  | 6e       | 400 m haies | 55 s 06       |
| 2006  | Jeux asiatiques            | Doha     | 1re      | 400 m haies | 55 s 41       |
| 2006  | Jeux asiatiques            | Doha     | 3e       | 4 x 400 m   | 3 min 33 s 92 |
| 2007  | Championnats de monde      | Osaka    | 5e       | 400 m haies | 54 s 15       |

## Meilleures performances
- 200 m : 24 s 28 	 +0,3 	 NGP	Shanghai	19 Avr 2000
- 400 m : 51 s 93 	 1 	CG	Changsha	24 Oct 2003
- 800 m : 2 min 07 s 74 8r2 	Classic Victoria	11 Jun 2006
- 400 m haies : 54 s 00 	2s2 	WC	Osaka 28 août 2007